# Suaeda vera
Suaeda vera es una especie de planta halófita perteneciente a la familia Chenopodiaceae.

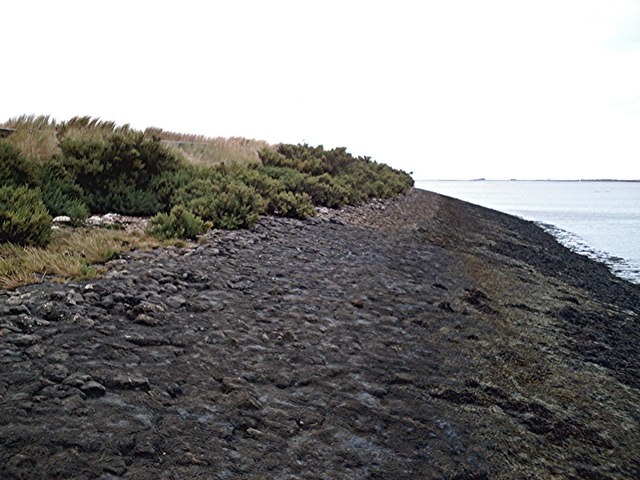
En su hábitat

## Hábitat
Es una planta  nativa del Mediterráneo, distribuyéndose en España en las marismas de Isla Cristina y el golfo de Cádiz, Murcia, Alicante, Islas Baleares y Lérida. Vive sólo en las marismas y zonas salobres. Costas rocosas.

## Descripción
Es un arbusto muy ramificado con las ramas superiores cubiertas de pequeñas hojas lineares y carnosas; a menudo, toda la planta adquiere coloraciones rojizas. Es un arbusto frecuente en suelos salinos, tanto en zonas húmedas como en el litoral (zonas rocosas incluidas). Puede formar comunidades monoespecíficas o estar asociado a otras especies arbustivas halófilas de la misma familia (Sarcocornia fruticosa , Arthrocnemum macrostachyum, etc.). Es frecuente en islotes y acantilados donde crían las gaviotas.

## Taxonomía
Suaeda vera fue descrito por Forssk. ex J.F.Gmel.  y publicado en Onomat. Bot. Compl. 8: 797. 1776.
Etimología
Suaeda: nombre genérico que proviene de un antiguo nombre árabe para la especie Suaeda vera y que fue asignado como el nombre del género en el siglo XVIII por el taxónomo Peter Forsskal.
vera: epíteto latino  que significa "verdadero.
Sinonimia
- Chenopodium fruticosum L.
- Cochliospermum fruticosum (L.) Lag.
- Salsola fruticosa (L.) L.
- Schoberia fruticosa (L.) C.A.Mey. in Ledeb.
- Suaeda fruticosa subsp. vera (Forssk. ex J.F.Gmel.) Maire & Weiller in Maire
- Suaeda laxifolia Lowe
- Suaeda vera var. braun-blanquetii Castrov. & Pedrol[6]

## Nombres
- Castellano: alamajo dulce, almajo, almajo dulce, almarjo, armarjo, arnacho, guarrapo, gurrapo, hierba vitraria, salado, salans, salaus, sargadilla, sosa, sosa alacranera, sosa fina, sosa fina de Andalucía, sosa prima, zagua.[6] Y en Canarias se le llama matomoro común.